# Falsoibidion encaustum
Falsoibidion encaustum là một loài bọ cánh cứng trong họ Cerambycidae.